# 皇后區廣場車站
皇后區廣場車站（英語：Queensboro Plaza station）是美國紐約地鐵一個高架同月台平行轉乘站。位於皇后區東部長島市皇后區大橋末端皇后廣場上方，該廣場向東有皇后林蔭路。此站鄰近皇后廣場地鐵站，但兩個車站並無關係也不容許免費轉乘。

## 車站構造

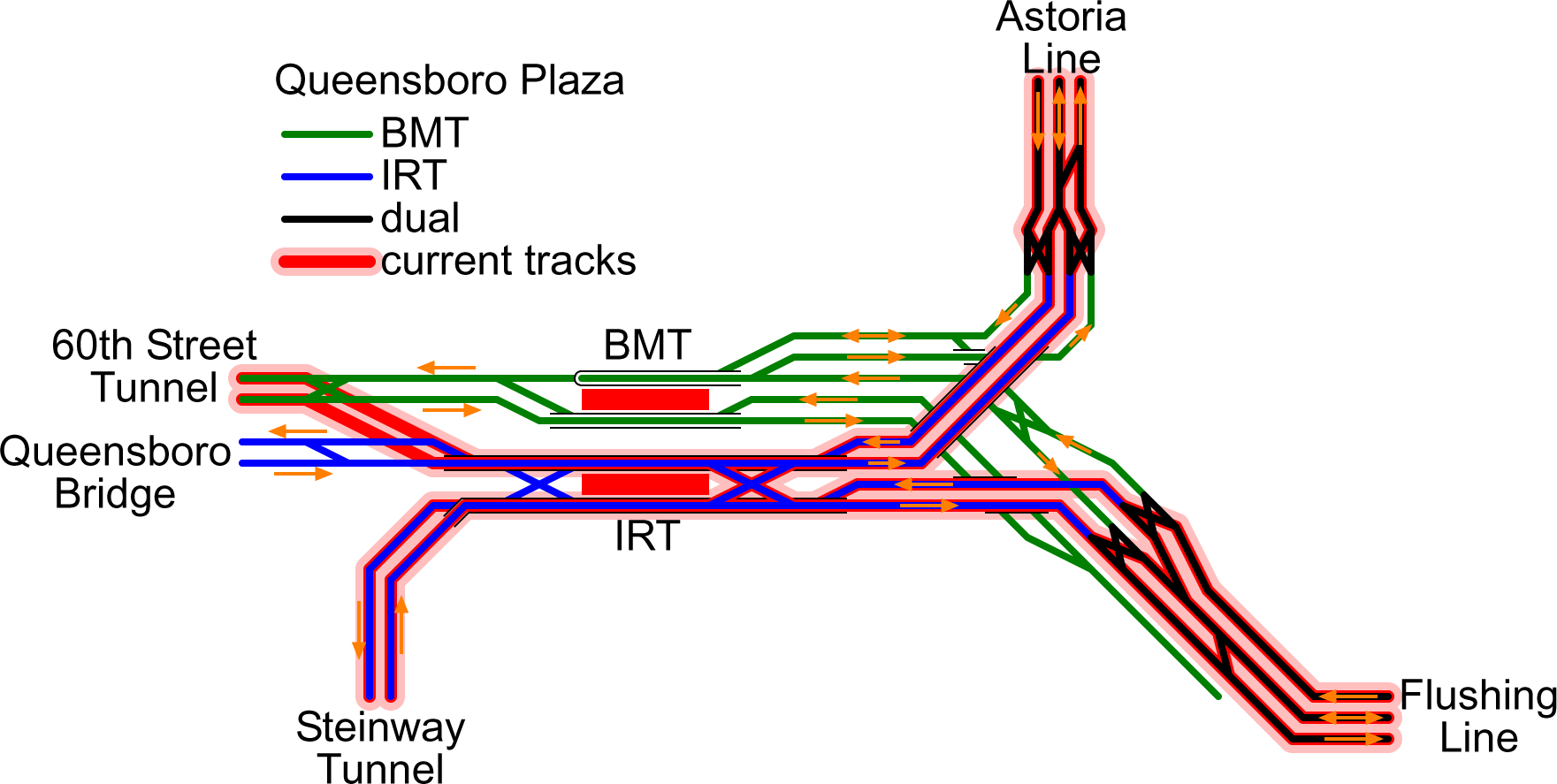
過去及現在的軌道配置

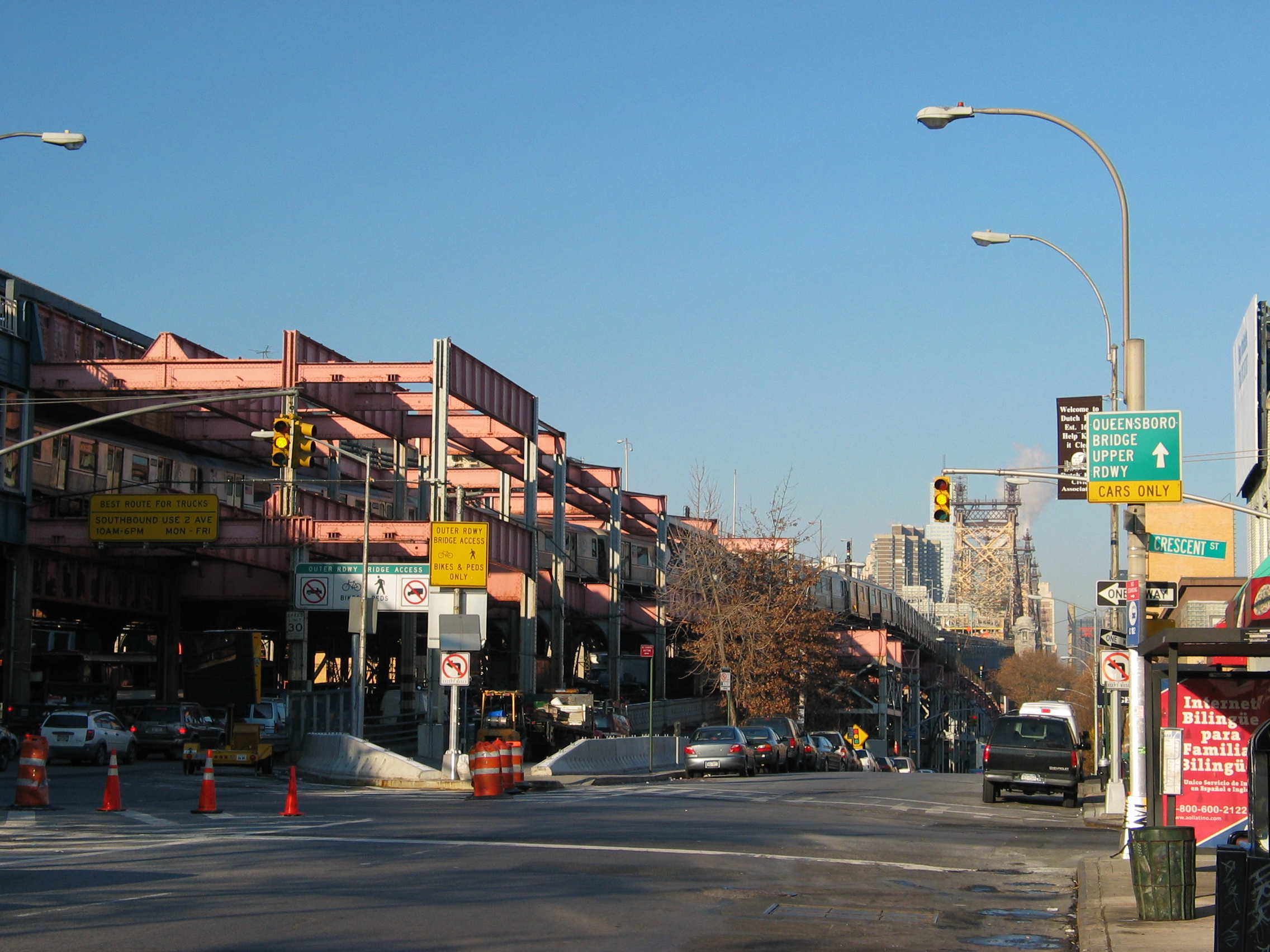
車站西端的雙層高架結構。前往現已被拆的北月台（BMT） 的結構仍可見

| 3F | 东行站台 | （平日） 往阿斯托利亞-迪特馬斯林蔭路（39大道）                                    |
| 3F | 东行站台 | 島式月台，7號線左側開門，N、W線右側開門                                           |
| 3F | 东行站台 | 往法拉盛-緬街（33街-羅森街） · 黃昏尖峰時段往法拉盛-緬街（61街-伍德賽德）         |
| 2F | 西行站台 | 往康尼島-斯提威爾大道（萊辛頓大道/59街） · 平日往白廳街-南碼頭（萊辛頓大道/59街） |
| 2F | 西行站台 | 島式月台，N、W線列車左側開門，7號線列車右側開門                                   |
| 2F | 西行站台 | （ 早上尖峰時段） 往34街-哈德遜調車場（法庭廣場）                                 |
| 1F | 夹层     | 閘機、車站詢問處                                                                  |
| G  | 街道     | 出入口                                                                            |

此兩層車站設有兩個島式月台（每層一個）和四條軌道。其位於道路的南側，但曾經橫跨整個廣場。往皇后區的列車停靠上層，而往曼哈頓的列車停靠下層。BMT阿斯托利亞線（在南面匯入60街隧道連接經60街隧道前往BMT百老匯線）使用西側兩條軌道（羅盤北面）而IRT法拉盛線使用東側兩條軌道。
2014年，車站由紐約市公共運輸局員工翻新（而不是由外部承包商）。由電腦輔助的控制塔安裝在南端，IRT法拉盛線自動化的一部分。

## 外部連結
- BMT-Lines.com — Astoria and Flushing Lines
- The Subway Nut — Queensboro Plaza Pictures （页面存档备份，存于）
- MTA's Arts For Transit — Queensboro Plaza
- Queens Plaza North entrance from Google Maps Street View （页面存档备份，存于）
- Queens Plaza South entrance from Google Maps Street View （页面存档备份，存于）
- Upper level from Google Maps Street View
- Lower level from Google Maps Street View